# Anamgura jezik
Anamgura jezik (ikundun, mindivi; ISO 639-3: imi), transnovogvinejski jezik uže skupine madang, kojim govori 1 250 ljudi (1990 census) sjeverozapadno od Josephstaala u provinciji Madang, Papua Nova Gvineja.
Zajedno s jezicima anam [pda] i moresada [msx] čini podskupinu pomoikan

## Vanjske poveznice
- Ethnologue (14th)
- Ethnologue (15th)